# Martres-Tolosane

Martres-Tolosane este o comună în departamentul Haute-Garonne din sudul Franței. În 2009 avea o populație de 2.236 de locuitori.

## Evoluția populației
| An        | 1975  | 1982  | 1990  | 1999  | 2006  | 2009  |
| --------- | ----- | ----- | ----- | ----- | ----- | ----- |
| Populație | 1.909 | 1.925 | 1.929 | 1.687 | 2.054 | 2.236 |